# Utvärdshus

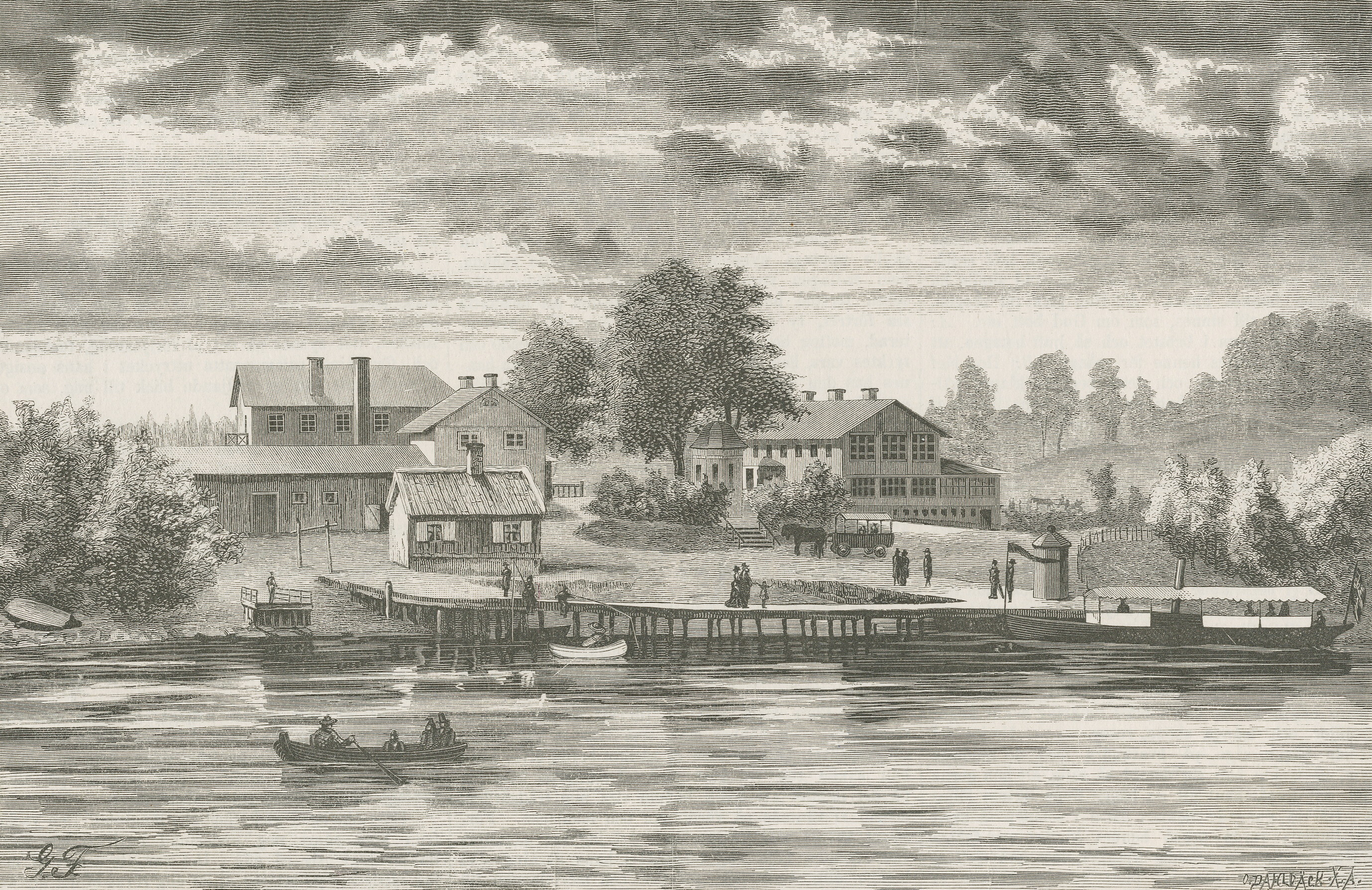
Stallmästaregården, 1879

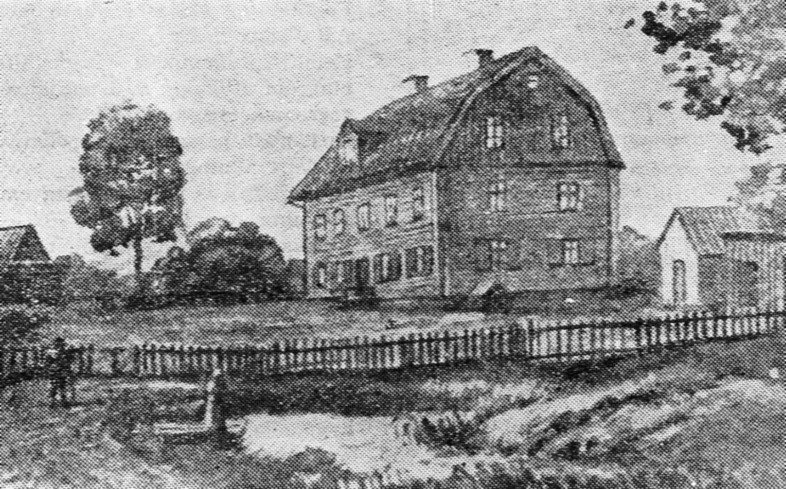
Norrbacka värdshus, omkring 1882

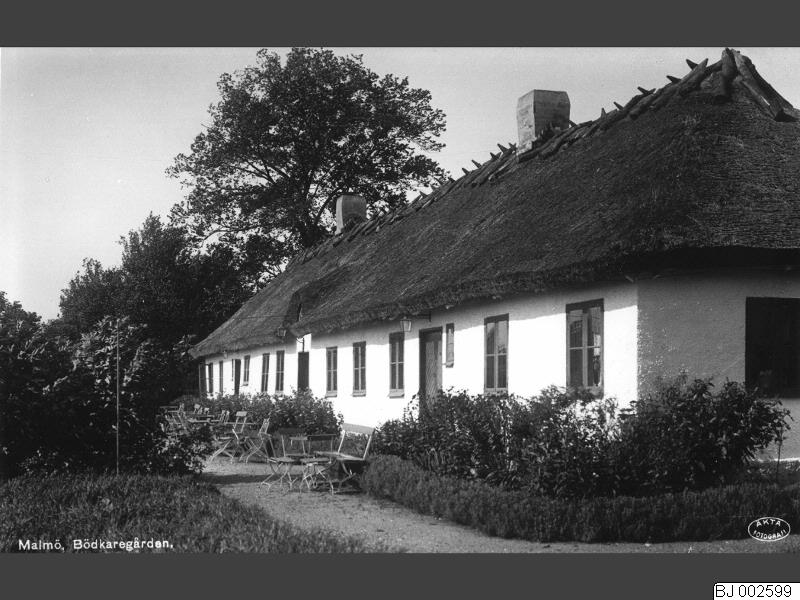
Bödkaregården, 1928

Utvärdshus var en nöjesverksamhet i Sverige, som var vanlig under somrarna på 1800- och 1900-talen för stadsbor. Det var en enklare café- och restaurangverksamhet för de stadsbor, som inte hade egna sommarnöjen, inte sällan med attraktioner som karuseller eller kägelbanor. De låg i städernas utkanter, så att gästerna kunde lämna själva stadsbebyggelsen och komma närmare naturen, men ändå ta sig hem i rimlig tid.

## Exempel på svenska utvärdshus
- Bödkaregården, Malmö
- Måns Ols Utvärdshus, Sala
- Stallmästaregården, Stockholm
- Norrbacka värdshus, Stockholm
- Stora Limugnen, Jönköping